# Protium copal
Espèce

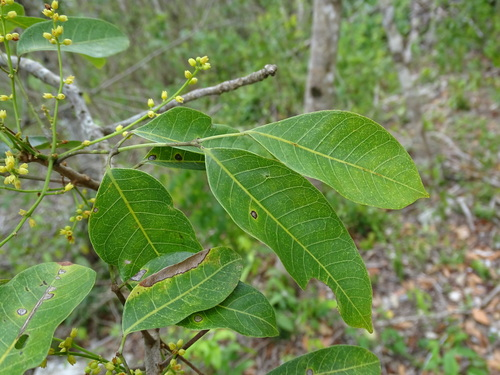
Rameau de Protium copal.

Protium copal est une espèce d de la famille des Burseraceae, communément dénommé copal tree. C'est un arbre endémique du Mexique et d'Amérique centrale. On le trouve dans les forêts tropicales humides, préférant l'ombre intense.
Il atteint 30 m de hauteur et possède de longues feuilles coriaces. Les fruits sont lisses et mesurent é 2 à 3cm et ne contiennent qu'un seul noyau.
La sève séchée de l'arbre est connue sous le nom de copal. Il est couramment utilisé comme encens car il est proche de l'encens. Il est aussi utilisé comme résine sur des instruments de musique.

## Liste des variétés
Selon GBIF (13 janvier 2024) :
- Protium copal var. matudea Swart, 1966

## Systématique
Le nom correct complet (avec auteur) de ce taxon est Protium copal (Schltdl. & Cham.) Engl..
L'espèce a été initialement classée dans le genre Icica sous le basionyme Icica copal Schltdl. & Cham..
Protium copal a pour synonymes :
- Icica copal Schltdl. & Cham.
- Icica obovata Engl.
- Icica palmeri Rose
- Protium copal var. copal
- Protium copal var. matudae Swart
- Protium palmeri (Rose) Engl.
- Tingulonga copal (Schltdl. & Cham.) Kuntze